# Банковская площадь (Варшава)

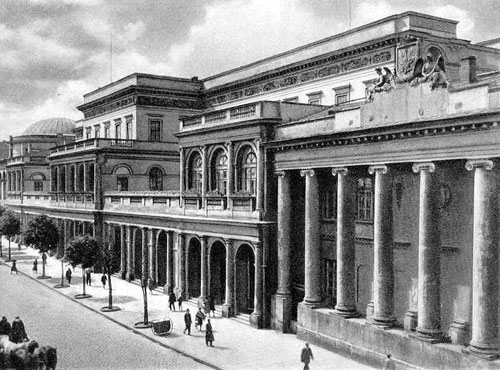
Банковская площадь в 1939 году. Дворец Министерства финансов.

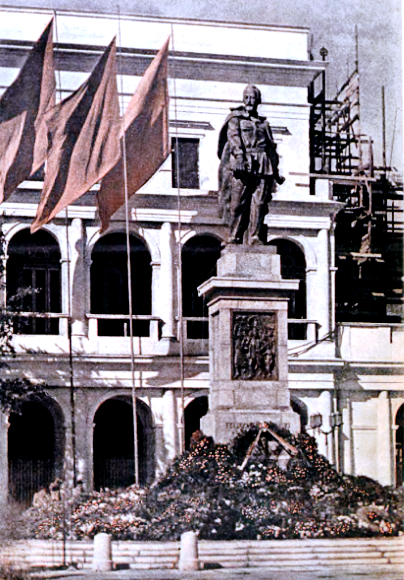
Не существующая ныне статуя Дзержинского на площади.

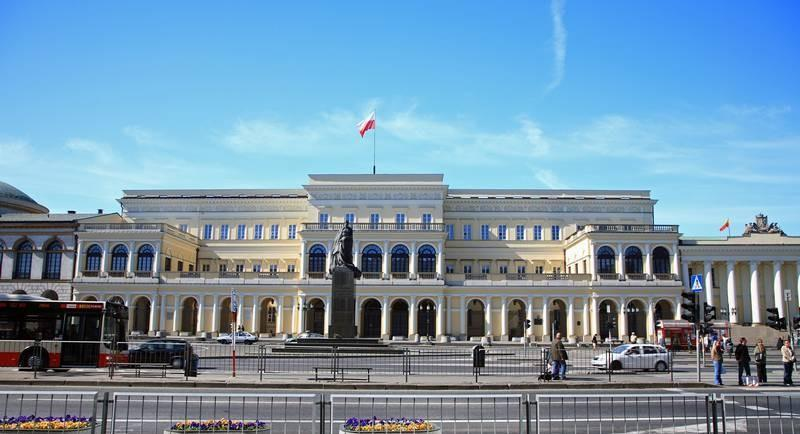
Здание администрации города Варшавы.

Банковская площадь (пол. Plac Bankowy) — одна из важнейших площадей Варшавы, расположенная в центральном районе Средместье, по соседству с Саксонским садом и Арсеналом. Площадь служит также важным транспортным узлом с автобусной и трамвайной остановками и выходом на станцию метро Ратуш Арсенал.

## История
Созданная в XIX веке Царством Польским площадь планировалась быть одним из красивейших мест в Варшаве. К важнейшим постройкам относились здания Министерства таможни и финансов (построенное архитектором Антонио Корацци), Банка Польши и Варшавской фондовой биржи (также работа Корацци). Первоначально площадь имела треугольную форму.
В результате Варшавского восстания 1944 года здания на площади были разрушены, а сама она прекратила своё существование. После войны градостроители восстановили только западную историческую часть площади, придав ей прямоугольную форму.
В коммунистической Польше площадь была переименована в Plac Dzierżyńskiego (Площадь Дзержинского) по имени Феликса Дзержинского, имевшего польские корни. В 1951 году в южной части площади был воздвигнут и памятник в его честь. В 1989 году монумент был демонтирован.

## Современность
Современная Банковская площадь включает в себя Синий небоскрёб (пол. Błękitny Wieżowiec), большое строение, воздвигнутое на месте Большой синагоги, разрушенной немцами во время Второй мировой войны.
В настоящее время здание бывшего Министерства финансов служит ратушой и местом работы мэра Варшавы. В 2001 году монумент, посвящённый поэту Юлиушу Словацкому скульптора Эдварда Виттига, был воздвигнут на месте, которое ранее занимал памятник Дзержинскому.